# Waldemar Kraft
Waldemar Erich Kraft (ur. 19 lutego 1898 w Brzostowie, zm. 12 lipca 1977 w Bonn) – niemiecki polityk, w okresie międzywojennym działacz mniejszości niemieckiej w Wielkopolsce, wicepremier Szlezwiku-Holsztyna (1950-1953), minister ds. nadzwyczajnych (1953-1956).

## Życiorys
Pochodził z ewangelickiej rodziny, która przywędrowała do Wielkopolski w XVII wieku. Jego ojcem był zarządca majątku ziemskiego Gustav Kraft (1858–1945), a matką Helene Unger (1868–1955). Po ukończeniu szkoły powszechnej i gimnazjum w Poznaniu, rozpoczął naukę w szkole rolniczej, a od 1915 roku walczył na froncie I wojny światowej, został wówczas ciężko ranny.  

Od 1921 do 1939 był dyrektorem Związku Głównego Niemieckich Stowarzyszeń Chłopskich (niem. Hauptverein der Deutschen Bauernvereine) w Poznaniu. Od 1925 był także przewodniczącym Niemieckiego Związku Rolniczego w Polsce (niem. Deutscher Landwirtschaftlicher Zentralverband in Polen). Kraft w 1939 roku otrzymał paramilitarny stopień Hauptsturmführera w Schutzstaffel, a od 1943 był członkiem NSDAP. Od 1939 do 1940 pełnił funkcję prezesa Izby Rolniczej w okupowanym Poznaniu, jednak zrezygnował ze stanowiska na skutek konfliktu z Arthurem Greiserem. Następnie do 1945 roku współkierował Wschodnioniemieckim Towarzystwem Gospodarowania Ziemią z siedzibą początkowo w Berlinie, a następnie w Ratzenburgu.  

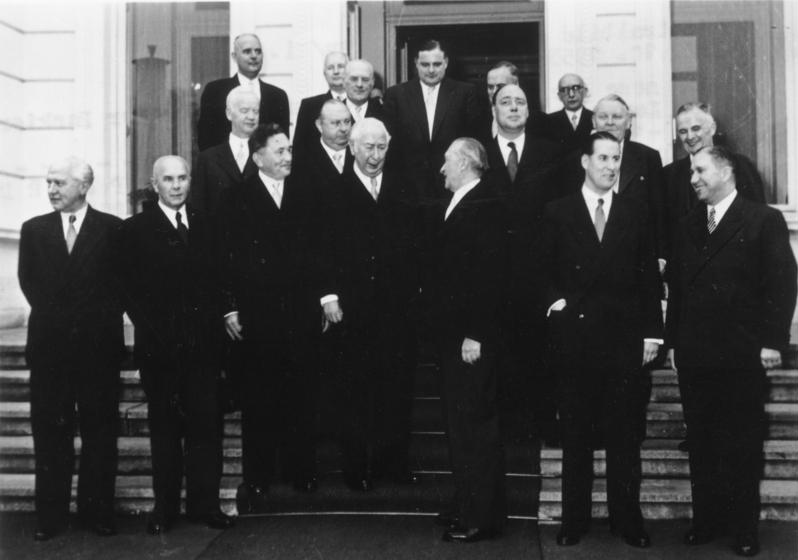
Zdjęcie grupowe członków II rządu Konrada Adenauera po powołaniu przez prezydenta Theodora Heussa, Bonn, 1953; Waldemar Kraft (pierwszy z prawej w przednim rzędzie)

Do 1948 roku internowany przez dwa lata w brytyjskiej strefie okupacyjnej w Neumünster i Eselsheide. Zaangażował się w działania ziomkowstwa Landsmannschaft Weichsel-Warthe, którego w latach 1949–1951 był rzecznikiem, a następnie honorowym przewodniczącym. W 1950 roku współtworzył partię Blok Wszechniemiecki (GB/BHE), której w latach 1951-1954 był przewodniczącym.  
Od roku 1950 do 1953 był deputowanym do landtagu Szlezwiku-Holsztyna z list GB/BHE, pełniąc równocześnie funkcję wicepremiera oraz ministra finansów i sprawiedliwości w rządzie landowym.  
W wyborach parlamentarnych w 1953 roku zdobył mandat deputowanego do Bundestagu list GB/BHE. W tym samym roku został powołany na stanowisko ministra do spraw nadzwyczajnych w II rządzie Konrada Adenauera, na stanowisku pozostał do 1956 roku.    
W 1956 roku wstąpił do CDU, z której list w wyborach w 1957 roku ponownie został wybrany do niemieckiego parlamentu. W 1961 roku nie wystartował w kolejnych wyborach parlamentarnych i wycofał się z aktywnej polityki.  
Zmarł w Bonn w wieku 79 lat. 